# زوتی آتو
زوتی آتو (انگلیسی: Zotye Auto) یک شرکت خودروسازی خصوصی چینی بود که در سال ۲۰۰۵ تأسیس شد. این شرکت به‌خاطر کپی‌برداری از محصولات خودروسازان جهان شهرت یافت. شرکت زوتی در سال ۲۰۲۱ دچار ورشکستگی در نقدینگی شد و در همان سال به دلیل بدهی‌های کلان مالی، منحل شد. این شرکت در سال ۲۰۲۳ با انعقاد چند قرارداد، دوباره به چرخهٔ تولید بازگشت.

## تاریخچه
زوتی در سال ۲۰۰۵ توسط گروه هولدینگ زوتی تأسیس شد. پیش از این، زوتی قراردادهایی داشت که فقط صادرات قطعات خودرو را انجام می‌داد اما تولید خود را برای تکمیل خودروها افزایش داد تا از مزیت گسترش بازار خودرو چین استفاده کند. در سال ۲۰۰۵، زوتی به دلیل شهرت خود به عنوان یک شریک قابل اعتماد، قراردادهایی را برای شرکت‌های تابعه فروش در ۱۰ کشور مختلف ایجاد کرد. از سال ۲۰۰۵، زوتی خط تولید خودرو و شماره تولید خود را گسترش داده‌است. اولین مدل این برند یک SUV کوچک به نام Zotye RX6400 بود که بعداً به Zotye Nomad تغییر نام داد. Zotye Nomad نسخهٔ تخفیف یافتهٔ تولید Daihatsu Terios است.
کل درآمد زوتی در سال ۲۰۰۶ ۲٫۸۸ میلیارد RMB (حدود ۲۹۰ میلیون یورو) بود. زوتی آتو با درآمد ۲۰٫۸۰ میلیارد RMB و سود ۱٫۱۳ میلیارد RMB در لیست ۵۰۰ شرکت برتر چینی که توسط Fortune China در ۱۰ ژوئیه ۲۰۱۸ منتشر شد، در رتبه ۳۵۲ قرار گرفت.
شرکت زوتی در سال ۲۰۲۱ به کار خود پایان داد و منحل شد. این شرکت سابقهٔ همکاری با گروه خودروسازی سایپا در ایران را داشته‌است و خودرو زوتی زد ۳۰۰ با نام سایپا آریو در خط تولید سایپا مونتاژ می‌شد.
در سال ۲۰۲۳ شرکت سایپا اعلام کرد که قصد مونتاژ یک خودرو کراس‌اوور زوتی را دارد و با وارد کردن زیرساخت‌های خط تولید آن، خودروی زوتی تی ۳۰۰ را مونتاژ خواهد کرد.

## مدل‌ها
- Zotye E200 EV
- Zotye E300 EV/M300
- Zotye Z100
- Zotye Z200
- Zotye Z300
- Zotye Z500
- Zotye Z700
- Zotye T200
- Zotye T300
- Zotye T500
- Zotye T600
- Zotye T600 Sport
- Zotye T600 Coupe
- Zotye T700
- Zotye T800
- Zotye SR7
- Zotye SR9
- Zotye Damai X5
- Zotye Damai X7
- Zotye V10
- Jiangnan TT
- Zotye 2008
- Zotye 5008
- Zotye T200

1. ↑  "Zotye International". Zotye Holding Group. Archived from the original on 26 July 2019. Retrieved 2012-02-02.
2. ↑  "Zotye – China's Famous Copycat Automaker". Chinapev. 20 March 2019. Retrieved 2021-09-25.
3. ↑  "Zotye Automobile went bankrupt and liquidated, and many tire companies were pitted".{{cite web}}:  نگهداری CS1: url-status (link)[پیوند مرده]
4. ↑  "An Electric Fiat Multipla Was Once Sold in China by the Now-Bankrupt Zotye". 2 January 2022.
5. ↑  "Zotye Automobile went bankrupt and liquidated, and many tire companies were pitted".{{cite web}}:  نگهداری CS1: url-status (link)[پیوند مرده]
6. ↑  "An Electric Fiat Multipla Was Once Sold in China by the Now-Bankrupt Zotye". 2 January 2022.
7. ↑  Wang, Joey (May 10, 2012). "Zotye Z300 gets a Price in China". CarNewsChina.com.
8. ↑  Ning, W. E. (May 15, 2012). "Zotye Z300 hits the China car market". CarNewsChina.com.
9. ↑  https://asbe-bokhar.com/article/debut/vgv-u75-plus-and-zotye-t300-saipa/